# Dick Schneider
Dick Schneider (Deventer, Países Bajos, 21 de marzo de 1948-26 de julio de 2025) fue un futbolista neerlandés que jugó en la posición de defensa.

## Carrera

### Equipo
Schneider jugó para Go Ahead desde los diez años e hizo su debut en la Eredivisie a la edad de diecisiete. Jugó principalmente como lateral derecho, pero también se desplegó como defensa central y lateral izquierdo dominando los puestos defensivos con eficacia. En 1970 pasó de Go Ahead a Feijenoord, que pagó una tarifa de transferencia de 350.000 florines por él más el delantero Ruud Geels, que había sido despedido en el Kuip. Ganó el campeonato nacional dos veces con el Feyenoord y en 1974 el equipo ganó la Copa de la UEFA. Schneider hizo su debut con la selección holandesa el 3 de mayo de 1972, en un partido contra Perú. Entre mayo de 1972 y octubre de 1974, jugó once partidos internacionales, en los que marcó dos goles. Para la Copa del Mundo de 1974, sin embargo, fue pasado por alto.
En la temporada 1977/78, Schneider se desvió en el Feyenoord. En enero de 1978, regresó a Go Ahead Eagles. El 22 de mayo de 1978, Schneider estuvo involucrado en un accidente de tránsito fatal cerca de Colmschate. [1] Estaba bajo la influencia del alcohol en el momento del accidente. En 1981 se mudó al Vitesse y un año después dejó de jugar al fútbol profesional y se fue a jugar al club amateur SV Zutphen. En marzo de 1983, sin embargo, Schneider firmó con el portero Jan Jongbloed en Go Ahead Eagles, que estaba en peligro de descenso. El equipo logró mantenerse en la Eredivisie. Schneider se fue en el verano de 1983 al FC Wageningen, donde finalmente terminó su carrera futbolística en 1984.

## Carrera posterior
Después de su carrera, Schneider fue, entre otras cosas, director de asuntos de fútbol en Go Ahead Eagles y FC Volendam. Tenía su propia empresa que gestionaba asuntos financieros para clubes deportivos y era coordinador del ranking de Futbolista del Año de De Telegraaf. Fue entrenador de VV DES, Daventria, DVV IJsselstreek, SVVN, SV Wilp y SV Turkish Power, entre otros. [4]

## Muerte
En julio de 2025, Dick Schneider falleció a la edad de 77 años. 

## Carrera

### Club
| Periodo   | Club            |
| --------- | --------------- |
| 1965-1970 | Go Ahead Eagles |
| 1970-1978 | Feyenoord       |
| 1978-1981 | Go Ahead Eagles |
| 1981-1982 | Vitesse Arnhem  |
| 1982-1983 | FC Zutphen      |
| 1983      | Go Ahead Eagles |
| 1983-1984 | FC Wageningen   |

### Selección nacional
Jugó para Países Bajos en 11 ocasiones de 1972 a 1974 y anotó dos goles.

## Logros
- Eredivisie (2): 1970/71, 1973/74
- Copa de la UEFA (1): 1973/74